# بيلاتور
بيلاتور للفنون القتالية المختلطة (بالإنجليزية: Bellator MMA) هي عبارة عن شركة لفنون القتال المختلطة أسسها بيورن ريبني في عام 2008. اسمها مأخوذ من كلمة «Bellator» باللاتينية التي تعني «المحارب». أُقيم أول حدث لبيلاتور في عام 2009، وأقامت المنظمة منذ ذلك الحين 301 حدثًا «مرقمًا».

## وصلات خارجية
- الموقع الرسمي